# Калягин, Владимир Григорьевич
Владимир Григорьевич Калягин (11 [23] июля 1892, Саратов — 3 июня 1970, Ленинград) — советский художник-постановщик.

## Биография
В. Г. Калягин родился 23 июля 1892 года в городе Саратове.
Работал художник-постановщиком на киностудии «Ленфильм».
Ушёл из жизни 3 июля 1970 года в Ленинграде.

## Фильмография
1. 1935 — Три товарища  (совместно с Николаем Суворовым) (Режиссёр-постановщик: Семён Тимошенко)
2. 1936 — Вратарь  (совместно с Петром Якимовым) (Режиссёр-постановщик: Семён Тимошенко)
3. 1936 — Депутат Балтики  (совместно с Николаем Суворовым) (Режиссёры-постановщики: Александр Зархи, Иосиф Хейфиц)
4. 1937—1938 — Пётр Первый  (Режиссёр-постановщик: Владимир Петров), соРежиссёр Сергей Бартенев) (2-я серия)
5. 1938 — Детство маршала  (совместно с Ольгой Пчельниковой) (Режиссёр-постановщик: Николай Лебедев, соРежиссёр Фёдор Барбухатти)
6. 1939 — Член правительства  (совместно с Ольгой Пчельниковой) (Режиссёры-постановщики: Александр Зархи, Иосиф Хейфиц)
7. 1941 — Маскарад
8. 1959 — Театр зовёт  (документальный) (короткометражный) (Режиссёр-постановщик: Мария Клигман)
9. 1965 — А крепость была неприступная  (новая редакция фильма «Детство маршала» 1938 год) (совместно с Ольгой Пчельниковой) (Режиссёр-постановщик: Николай Лебедев)